# Rózsaszín bunkógomba
A rózsaszín bunkógomba (Clavaria rosea) a palánkagombafélék családjába tartozó, Eurázsiában és Észak-Amerikában honos, lombos és tűlevelű erdőkben élő, nem ehető gombafaj. 

## Megjelenése
A rózsaszín bunkógomba termőteste 2-6 cm magas és 1-5 mm vastag, alakja hengeres vagy bunkós, csúcsa lekerekített. Néha kissé lapított, ritkán elágazhat. Felszíne sima. Színe halvány vagy élénk rózsaszínű, vöröses- vagy lilásrózsás; a csúcs sárgán elszíneződhet. 
Húsa törékeny, színe megegyezik a felszínével vagy fehéres. Szaga és íze nem jellegzetes.  
Spórapora fehér. Spórája ellipszis alakú, sima, inamiloid, mérete 5-8 x 2,5-3,5 µm. 

### Hasonló fajok
A karcsúbb, kevésbé bunkós bíbor bunkógomba hasonlíthat hozzá.  

## Elterjedése és termőhelye
Eurázsiában és Észak-Amerikában honos. 
Meszes, tápanyagban gazdag talajú lombos erdőkben és fenyvesekben található meg egyesével, kisebb csoportokban, néha sűrű nyalábokban. Általában moha vagy fű között nő. Nyáron és ősszel terem.

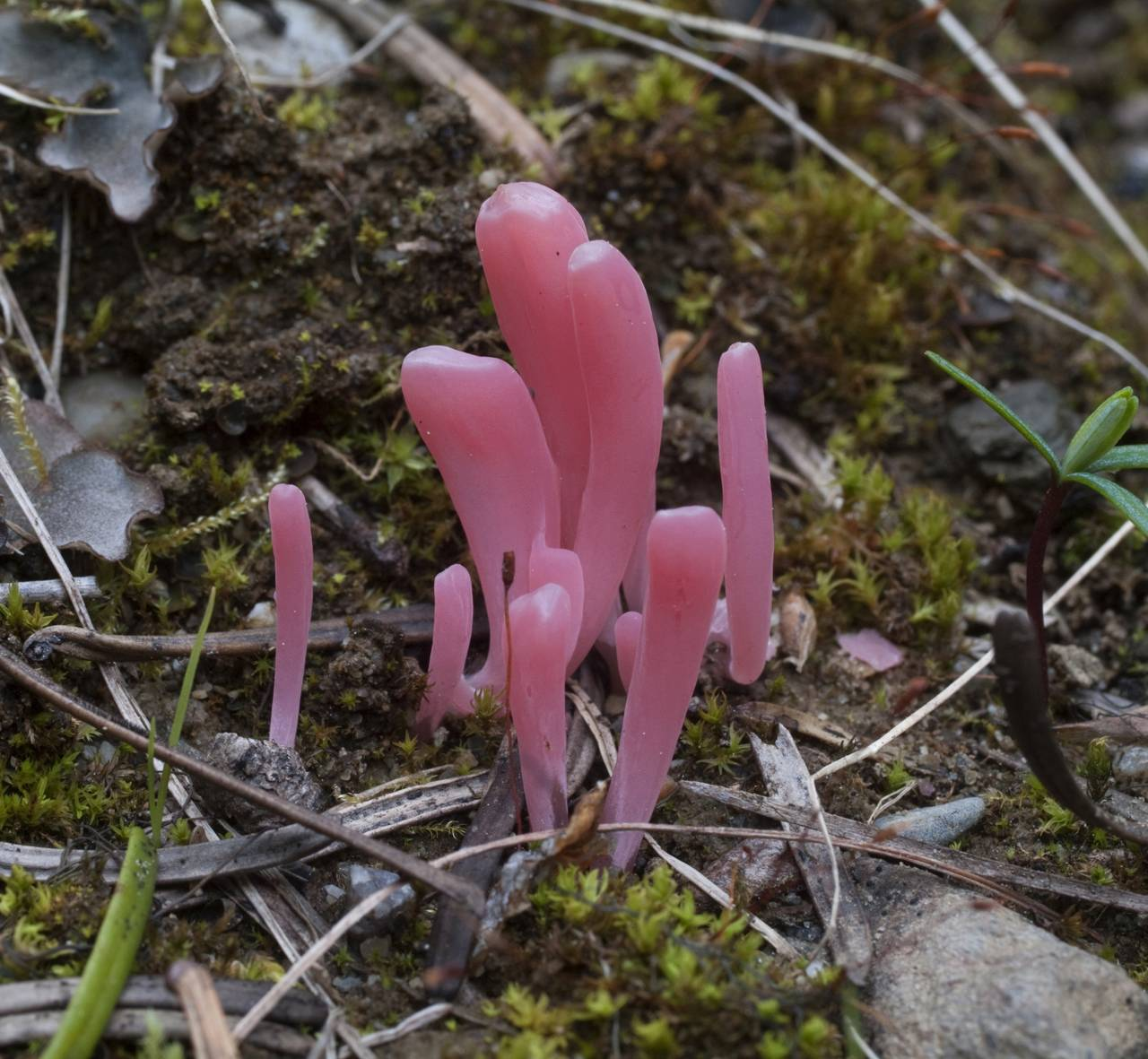
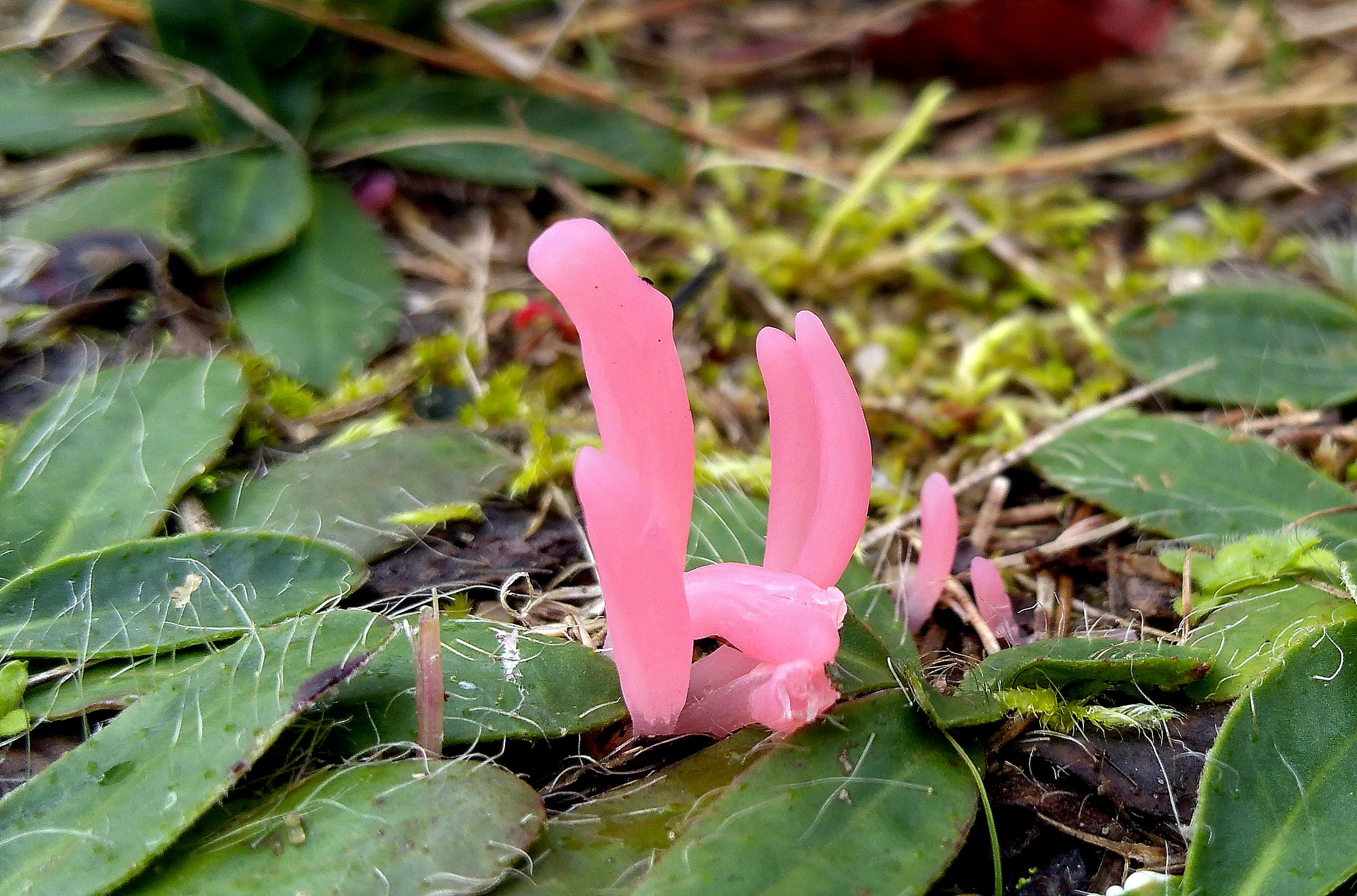
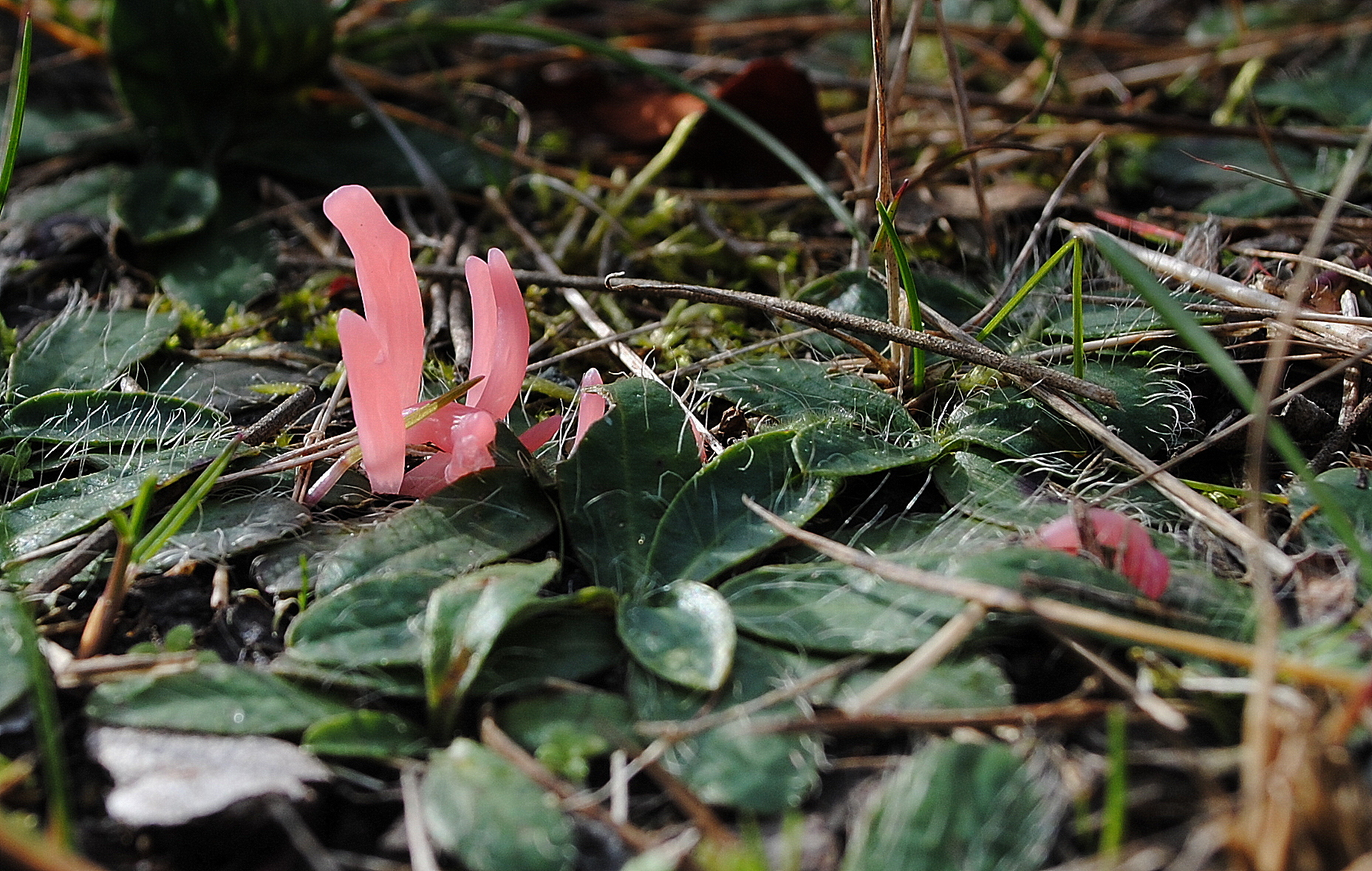
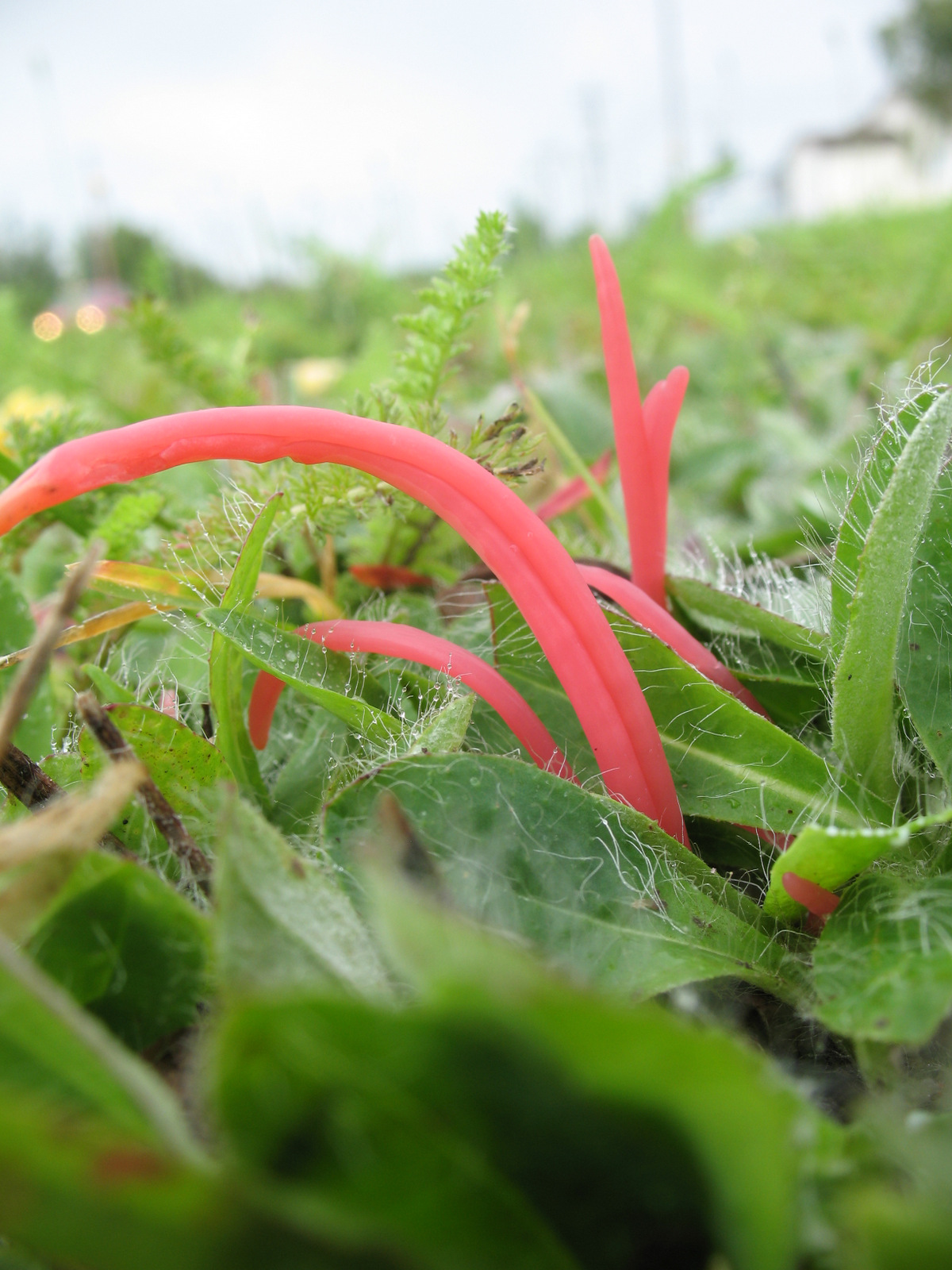

Nem ehető. 